# Raskolnikov - forbrydelse og straf
Raskolnikov - forbrydelse og straf (russisk: Преступление и наказание, translit.: Prestuplenie i Nakazanie, dansk: Forbrydelse og straf) er en sovjetisk dramafilm i to dele fra 1969 instrueret af Lev Kulidzjanov.
Filmen er baseret på Fjodor Dostojevskijs roman Forbrydelse og straf fra 1866.
Filmen havde dansk premiere marts 1975, hvor filmen blev vist i Alexandra biografen i Nørregade i København.

## Handling
Den fattige tidligere student Rodion Raskolnikov i Sankt Petersborg dræber en gammel pantelånerske og hendes søster med en økse. Drabene er til dels umotiverede; måske for penge, måske som en reaktion på Raskolnikovs tanker om at være hævet over loven. Raskolnikov var kunde hos pantelånersken og kommer i politiets søgelys, og med sit bizarre optræden bliver han hurtigt den primære mistænkte. 
Samtidig er der tumult i Raskolnikovs liv. Han er forfærdet over sin handling og samtidig kommer moderen og søsteren ind til byen, ligesom søsteren nærmere sig giftemål med en mand hun ikke elsker. Raskolnikov, der er på vanviddets rand, møder en fordrukken embedsmand, der omkommer ved en trafikulykke, og han bliver herefter forelsket i embedsmandens datter, den prostituerede Sonja. Hun beder ham tilstå og lover at følge ham til Sibirien. I mellemtiden kommer efterforsker Porfirij Petrovitj, der efterforsker drabet i pantelånerskens lejlighed, tættere og tættere på Raskolnikov.
Raskolnikov melder sig til politiet og tilstår sin gerning.

## Medvirkende
- Georgij Taratorkin som Rodion Romanovitj Raskolnikov
- Innokentij Smoktunovskij som Porfirij Petrovittj
- Tatjana Bedova som Sonja Marmeladova
- Victoria Fjodorova som Avdotja Romanovna
- Jefim Kopeljan som Svidrigajlov
- Jevgenij Lebedev som Marmeladov
- Maja Bulgakova som Jekaterina Ivanovna
- Irina Gosjeva som Pulkherija Aleksandrovna
- Vladimir Basov som Luzjin
- Aleksandr Pavlov som Razumikhin
- Vladimir Belokurov som værtshusholder
- Inna Makarova som Nastasja
- Sergej Nikonenko som Nikolaj
- Valerij Nosik som Zametov
- Dzidra Ritenberga som Luiza Ivanovna
- Ivan Rusjov som Tit Vasilievitj
- Jurij Sarantsev som Løjtnant 'Krudt'
- Ljubov Sokolova som Jelisaveta
- Vladimir Nosik som tjener